# 현등사
현등사(懸燈寺)는 대한민국 경기도 가평군 조종면에 있는 대한불교조계종의 사찰이다. 보물 제1793호인 동종과 유형문화재 제63호인 삼층석탑 등 문화재가 있다. 신라 법흥왕 27년에 인도의 승려 마라하미(摩羅訶彌)를 위해 지어졌다. 1986년 5월 2일 가평군의 향토문화재 제4호로 지정되었다.

## 역사
현등사는 법흥왕이 527년 불교를 공인하고 13년 후인 540년에 인도에서 불교를 전하기 위해 온 승려 마라하미(摩羅訶彌)를 위해 지어졌다. 이후 오랫동안 버려졌지만, 898년에 도선국사가 고쳐 지었다. 도선국사는 동쪽의 기가 약하다고 생각해 이를 메꾸기 위해 현등사를 이용했다. 이후 1210년에 지눌이 다시 고쳐 지었는데, 밤중에 산속에서 빛이 나 가보니 버려진 절터에서 등이 빛나고 있어서 현등사라는 이름을 지었다. 1411년에 함허대사가 다시 고쳐 지었다. 1811년에 취윤과 원빈이 다시 고쳐 지었지만, 1823년에 많은 전각이 소실되었다.

## 관련 문화재

### 보물
- 가평 현등사 동종 - 보물 제1793호

### 경기도 유형문화재
- 가평 현등사 삼층석탑 - 경기도 유형문화재 제63호
- 가평 현등사 목조아미타좌상 - 경기도 유형문화재 제183호
- 가평 현등사 청동지장보살좌상 - 경기도 유형문화재 제184호
- 가평 현등사 아미타회상도 - 경기도 유형문화재 제185호
- 가평 현등사 신중도 - 경기도 유형문화재 제193호
- 가평 현등사 수월관음도 - 경기도 유형문화재 제198호
- 가평 현등사 함허당득통탑 및 석등 - 경기도 유형문화재 제199호

### 경기도 문화재자료
- 가평 현등사 지장시왕도 - 경기도 문화재자료 제124호
- 가평 현등사 칠성정화도 - 경기도 문화재자료 제125호
- 가평 현등사 독성도 - 경기도 문화재자료 제126호
- 가평 현등사 지장시왕도 - 경기도 문화재자료 제173호

## 참고 문헌
- 현등사 - 가평군 문화관광